# پیئرپانت منر (نیویورک)
پیئرپانت منر (به انگلیسی: Pierrepont Manor) یک منطقهٔ مسکونی در ایالات متحده آمریکا است که در نیویورک واقع شده‌است. پیئرپانت منر ۲۲۸ نفر جمعیت دارد و ۱۸۹٫۸۹ متر بالاتر از سطح دریا واقع شده‌است.